# 토니 무뇨스
안토니오 "토니" 무뇨스 고메스(스페인어: Antonio "Toni" Muñoz Gómez, 1968년 2월 4일, 안달루시아 주 코르도바 ~)는 줄여서 토니(스페인어: Toni)로도 알려진 스페인의 전직 프로 축구 선수로, 현역 시절 좌측 수비수로 활약했다.
아틀레티코 마드리드에서 활약한 것으로 잘 알려진 그는 10년 동안 243번의 라 리가 경기에 출전했고, 이후 2006년까지 다양한 구단의 행정 직위를 역임했다.

## 클럽 경력
안달루시아 주 코르도바 출신인 토니는 인근 코르도바에서 시작해 수도로 이전해 아틀레티코 마드리드에 합류했고, 1년차에는 2군 경기에 출전했다. 그는 1990-91 시즌에는 당시 주전 좌측 수비수였던 후안 카를로스의 후보로 기용되었다. 1995-96 시즌, 그는 42번의 라 리가 경기 중 40번 출전해 매트리스 제작자들(Colchoneros)의 2관왕에 일조했다.
2001년 6월, 막판 2년 동안 15번의 경기 출전에 그친 후, 무뇨스는 은퇴하였으나, 본 소속 구단에 남아 유소년부 지도자와 단장을 역임했다. 그는 이후 2005-06 시즌에 아틀레티코의 유럽대항전 진출 실패에 책임을 지고 사표를 제출했다. 이듬해 그는 이웃 헤타페의 단장으로 취임했다.

## 국가대표팀 경력
토니는 스페인 국가대표팀 경기에 10차례 출전했는데, 당시 스페인은 유로 1992 본선행에 실패했다. 그의 첫 국가대표팀 경기는 1992년 3월 11일, 바야돌리드에서 2-0으로 이긴 미국과의 친선경기였다.
이듬해 9월 22일, 토니는 알바니아와의 1994년 월드컵 예선 원정 경기에 출전해 득점도 올려 5-1 대승에 공헌했지만, 이 경기는 그의 마지막 국가대표팀 출전 경기였다.

### 국가대표팀 득점 기록
아래의 점수에서 왼쪽 점수가 스페인의 점수이며, 점수 열은 토니의 득점 상황의 점수이다.
| # | 날짜            | 경기장                      | 상대     | 점수 | 최종결과 | 대회                 |
| - | --------------- | --------------------------- | -------- | ---- | -------- | -------------------- |
| 1 | 1993년 1월 27일 | 스페인 라스 팔마스 인술라르 | 멕시코   | 1–1  | 1–1      | 친선경기             |
| 2 | 1993년 9월 22일 | 알바니아 티라나 케말 스타파 | 알바니아 | 2–0  | 5–1      | 1994년 월드컵 예선전 |

## 수상
아틀레티코 마드리드
- 라 리가: 1995–96
- 코파 델 레이: 1990–91, 1991–92, 1995–96